# Fabio Luisi
Fabio Luisi (Genova, 1959. január 17. –) olasz karmeste. Jelenleg a Dán Nemzeti Szimfonikus Zenekar vezető karmestere, a Dallas Szimfonikus Zenekar zeneigazgatója és az NHK Szimfonikus Zenekar vezető karmestere.

## Élete
Liguriai fővárosában született, ahol a Conservatorio Nicolò Paganiniben Memi Schiavina tanítványa volt. A zongora szakos diploma megszerzése után Aldo Ciccolininél és Antonio Bacchellinél folytatta tanulmányait.
Zongorakísérőként kezdett érdeklődni a dirigálás iránt, és a gráci konzervatóriumban tanult vezénylést Milan Horvatnál. Azután a Grazi Operában dolgozott zongotakísérőként és dirigensként. Első karmesteri fellépése 1984-ben Olaszországban volt. 1990 és 1995 között a Grazi Szimfonikus Zenekar vezető karmestere, 1995 és 2000 között a bécsi Tonkünstlerorchester művészeti vezetője és vezető karmestere volt. 1996 és 1999 között a lipcsei MDR Szimfonikus Zenekar (Mitteldeutscher Rundfunk Sinfonieorchester) három fő karmesterének (Hauptdirigent) egyike volt Marcello Viotti és Manfred Honeck mellett. 1999 és 2007 között a zenekar egyetlen vezető karmestere, 1997 és 2002 között a Suisse Romande Zenekar vezető karmestere volt.
2004 januárjában kinevezték a drezdai Staatskapelle és a drezdai Semperoper vezető karmesterévé. Mindkét posztot 2007 szeptemberéig töltötte be. A Staatskapelle Dresdennel Richard Strauss és Anton Bruckner zenei reklámfelvételeit vezényelte. Eredetileg 2012-ben, szerződése lejártakor távozott volna a Staatskapelle Dresden vezető karmesteri posztjáról, 2010 februárjában azonban azonnali hatállyal lemondott mindkét drezdai posztról, miután a hírek szerint a Staatskapelle vezetése szerződést kötött a ZDF hálózatával egy 2010-es szilveszterre tervezett televíziós koncertre, Christian Thielemann karmesterrel, anélkül, hogy őt megkérdezték volna egyáltalán a zenekar GMD-jeként.
2005 és 2013 között a Bécsi Szimfonikusok vezető karmestere volt. 2012-ben a zürichi opera zenei főigazgatója lett, amely Philharmonia Zurich néven az operazenekar zenekari koncertmunkáját is magában foglalja. A 2020–21-es évad lezárása után lemondott a Zürich Opera GMD-jéről. Luisi először 2010-ben vezényelte a Dán Nemzeti Szimfonikus Zenekart (DR SymfoniOrkestret). 2014 augusztusában a zenekar bejelentette Luisi kinevezését 2017-től vezető karmesterévé, ahol az első szerződése 2020-ig szólt. 2018 májusában a DR SymfoniOrkestret bejelentette Luisi szerződésének 2023-ig történő meghosszabbítását, 2020 augusztusában pedig további meghosszabbítását a DR SymfoniOrkestrettel 2026-ig.
Luisi 2001 júliusában vezényelte először az NHK Szimfonikus Zenekart. 2021 áprilisában az NHK Szimfonikus Zenekar bejelentette, hogy 2022 szeptemberétől Luisit nevezi ki következő vezető karmesternek, 3 éves szerződéssel. 2021 májusában a RAI Nemzeti Szimfonikus Zenekar bejelentette Luisi emeritus karmesteri kinevezését, miután 2017-ben vendégkarmesterként debütált a zenekarral, majd ebben a minőségében öt koncertet adott. Az olasz állami rádió az olasz himnuszt napjában többször az ő vezényletével közvetíti.
Az Amerikai Egyesült Államokban Luisi 2005 márciusában debütált a Metropolitan Opera karmestereként Giuseppe Verdi Don Carlo című darabjával. 2010 áprilisában a társaság őt nevezte ki fővendégkarmesternek, első három évre szóló szerződésével, amely a 2010–2011-es szezontól volt hatályos. Valerij Gergijev után Luisi volt a második karmester, aki ezt a címet viselte a Metropolitan Operában. A társaság 2011 szeptemberében emelte Luisit vezető karmesteri posztra, amikor James Levine zeneigazgató visszalépett a 2011. évi őszi fellépéseitől. Luisi a 2016–2017-es évad végén távozott a Metropolitan Opera vezető karmesteri posztjáról.
2002-ben Luisi először vezényelte vendégként a Dallas Szimfonikus Zenekart. Következő dallasi vendégkarmesteri fellépése 2018 márciusában volt. A vendégkarmesteri elfoglaltság alapján 2018 júniusában a Dallas Symphony őt nevezte ki következő zenei igazgatójának, a 2020–2021-es évadtól. A 2019–2020-as szezon zenei igazgató-jelöltje volt. 2021 januárjában a Dallas Symphony Orchestra bejelentette Luisi zenei igazgatói szerződésének
2016 januárjában az Opera di Firenze bejelentette Luisi kinevezését következő zenei igazgatójává, első karmesterként, aki ezt a címet viseli a társulatnál, és ezzel párhuzamosan a Firenze#Maggio Musicale Fiorentino igazgatójává 2018 áprilisától kezdődően. öt évre szóló szerződést kötöttek vele. 2019 júliusában Luisi azonnali hatállyal lemondott a Maggio Musicale Fiorentino zenei igazgatói posztjáról.

## Felvételek
Luisi több operafelvételt is vezényelt, többek között Giuseppe Verdi Aroldo, Jeruzsálem és Alzira, és Gioachino Rossini Tell Vilmos című művét. Grammy-díjat kapott a Siegfried és Az istenek alkonya szerepéért Richard Wagner operaciklusának, A Nibelung gyűrűje című, Deutsche Grammophon DVD-re történő felvételére.

## Magánélete
Luisinak két korábbi felesége volt. Yvonne Luisi-Weichsel (1957-2021). Barbara Luisi (született 1964-ben). Jelenleg Julia Levin (született 1981) házastársa, a zürichi Operaház zongoraművésze és műsorvezetője. Három fia van. A zenén kívül hobbija az illatszerkészítés és saját parfümcsalád készítése. Luisi COVID-19-tesztje 2020 végén pozitív lett, majd felépült.

## Kitüntetései
- A Lipcsei Zene- és Színháztudományi Egyetem karnagyi címzetes professzora (2001)
- Osztrák Tudományos és Művészeti Becsületkereszt (2000)[32]
- Supersonic-díj a hónap lemezéért (Pizzicato zenei magazin, 2006. január) Beethoven: C-dúr miséje felvételéért
- Az Olasz Köztársasági Érdemrend tisztje (2006. június 2.)[33]
- Bruckner-gyűrű (Bécsi szimfónia, 2007)
- Az Olasz Szolidaritás Csillaga Érdemrend parancsnoka (2008)
- Echo Klassik (2008), az év surround felvételéért: Strauss: An Alpine Symphony / Four Last Songs
- Az Év Echo Klassik Zenekara (2009) a Staatskapelle Dresdennel a „Bruckner: 9. szimfóniájáért”-ért
- Grammy-díj a legjobb operafelvételnek (2013) a Metropolitan Operával Richard Wagner A Nibelung gyűrűje című művéért[34]
- A St. Bonaventure Egyetemen a Humane Letters tiszteletbeli doktora (2017)[35]

## Fordítás
- Ez a szócikk részben vagy egészben  a   Fabio Luisi című angol Wikipédia-szócikk ezen változatának fordításán alapul.  Az eredeti cikk szerkesztőit annak laptörténete sorolja fel. Ez a jelzés csupán a megfogalmazás eredetét és a szerzői jogokat jelzi, nem szolgál a cikkben szereplő információk forrásmegjelöléseként.